# Сен-Мало
Сен-Мало́ (фр. Saint-Malo, брет. Sant-Maloù, галло Saent-Malo, лат. Macloviopolis, Maclovia, Aletha, Alleco, Aeronis Insula) — город и порт на северо-западе Франции, находится в регионе Бретань, департамент Иль и Вилен, центр одноимённого округа. Расположен в 75 км к северу от Ренна и в 404 км от Парижа, на берегу Ла-Манша в устье реки Ранс.
Население (2018) — 46 478 человек. Город пользуется популярностью у туристов, в тёплое время года в Сен-Мало может находиться до 200 тыс. человек.

## История
Возник в начале VI века, когда бритты под давлением англов и саксов стали переселяться на южный берег Ла-Манша. Впервые упоминается как местожительство кельтских монахов Аарона Алетского и Брендана. Своё наименование получил в честь святого Мало.
В раннем средневековье на месте Сен-Мало было предместье города Алет (фр.), служившего местопребыванием епископа на земле кориосолитов. Городом Сен-Мало стал после того, как в середине XII века епископ Жан из Шатильона перенёс сюда из Алета епископскую кафедру. За обладание крепостью на острове в устье реки в XIV—XV веках долго спорили герцоги Бретани и короли Франции.
Золотой век Сен-Мало пришёлся на XVI век, когда он стал гнездовьем прибрежных каперов и добился значительной степени автономии от королевских наместников. Во время смуты 1590—1594 годов жители Сен-Мало изгнали королевского наместника и объявили город самостоятельной республикой. Время городской вольницы изображено в опере Цезаря Кюи «Флибустьер» («У моря»).
В XVII веке Сен-Мало продолжал оставаться западной столицей французских каперов (Дюге-Труэн, Сюркуф и др.). Грандиозные городские укрепления создавались по проектам знаменитого инженера-фортификатора Вобана. Основание в Бретани порта Лорьян для торговли с заморскими колониями подорвало значение Сан-Мало как основной гавани Бретани. К концу XVIII века эпоха процветания была для Сен-Мало в прошлом.
При высадке союзников в 1944 году на территорию материковой Европы старый город был практически стёрт с лица земли. То, что сегодня видят туристы, было воссоздано в 1948—1960 годах.
В 1967 году в заливе Сен-Мало построена приливная электростанция Ля-Ранс, так как здесь отмечены самые сильные приливы в Европе.
Современную известность городу принёс саммит Тони Блэра и Жака Ширака в 1998 году, когда они обсуждали некоторые вопросы европейской безопасности.

## Достопримечательности
В Сен-Мало 83 объекта со статусом исторического памятника. Важнейшие среди них:
- Башня Солидор — XIV век
- Большой Аквариум — один из крупнейших аквариумов в Европе
- Кафедральный собор Святого Викентия — преимущественно готика
- Крепость Сен-Мало — мощное фортификационное сооружение XV века
- Острова Гран-Бе и Пти-Бе с могилой Шатобриана
- Форт Конче
- Форт «Насьональ»
- Маяк Гран-Жардин

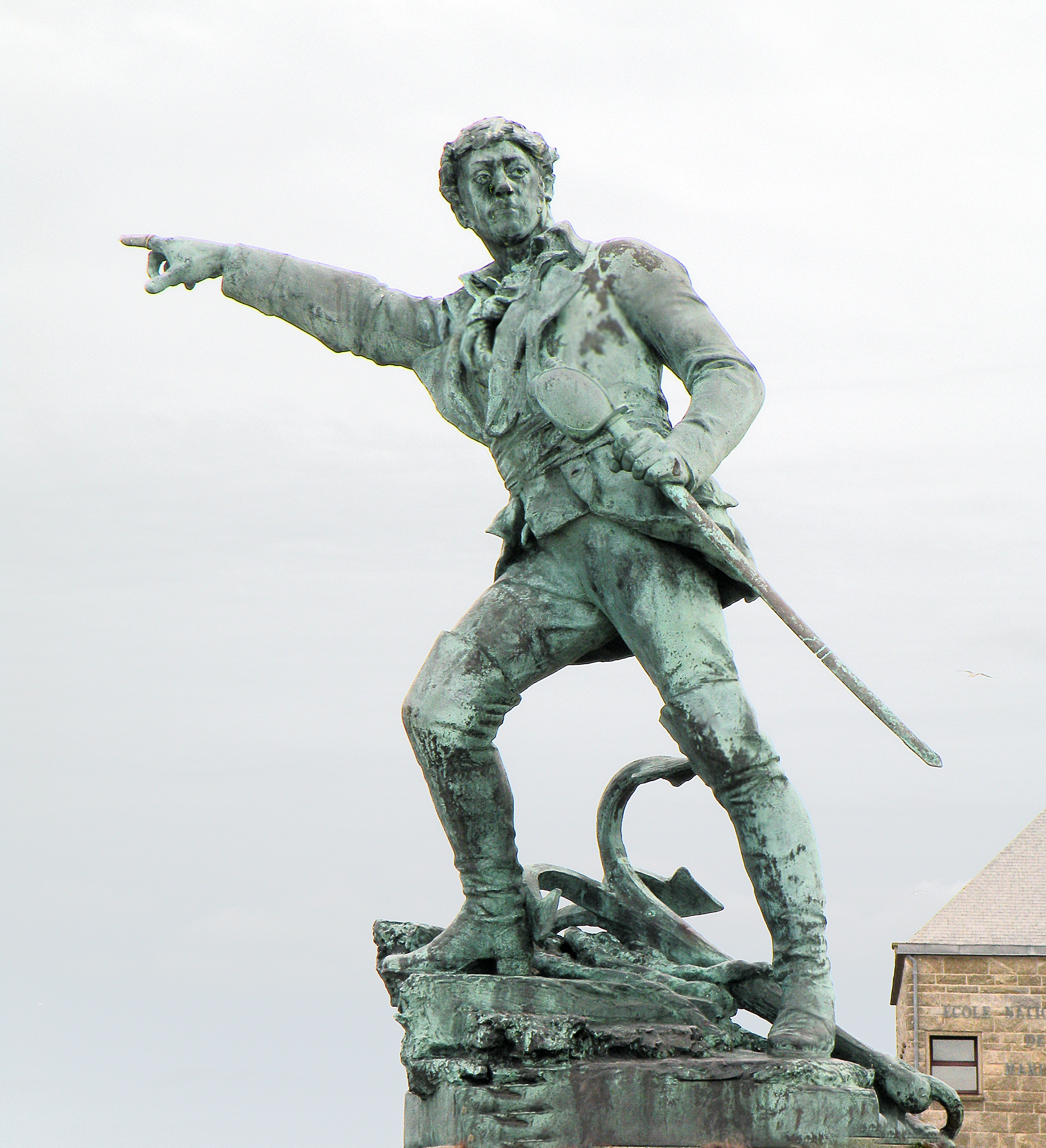
Памятник корсару Сюркуфу
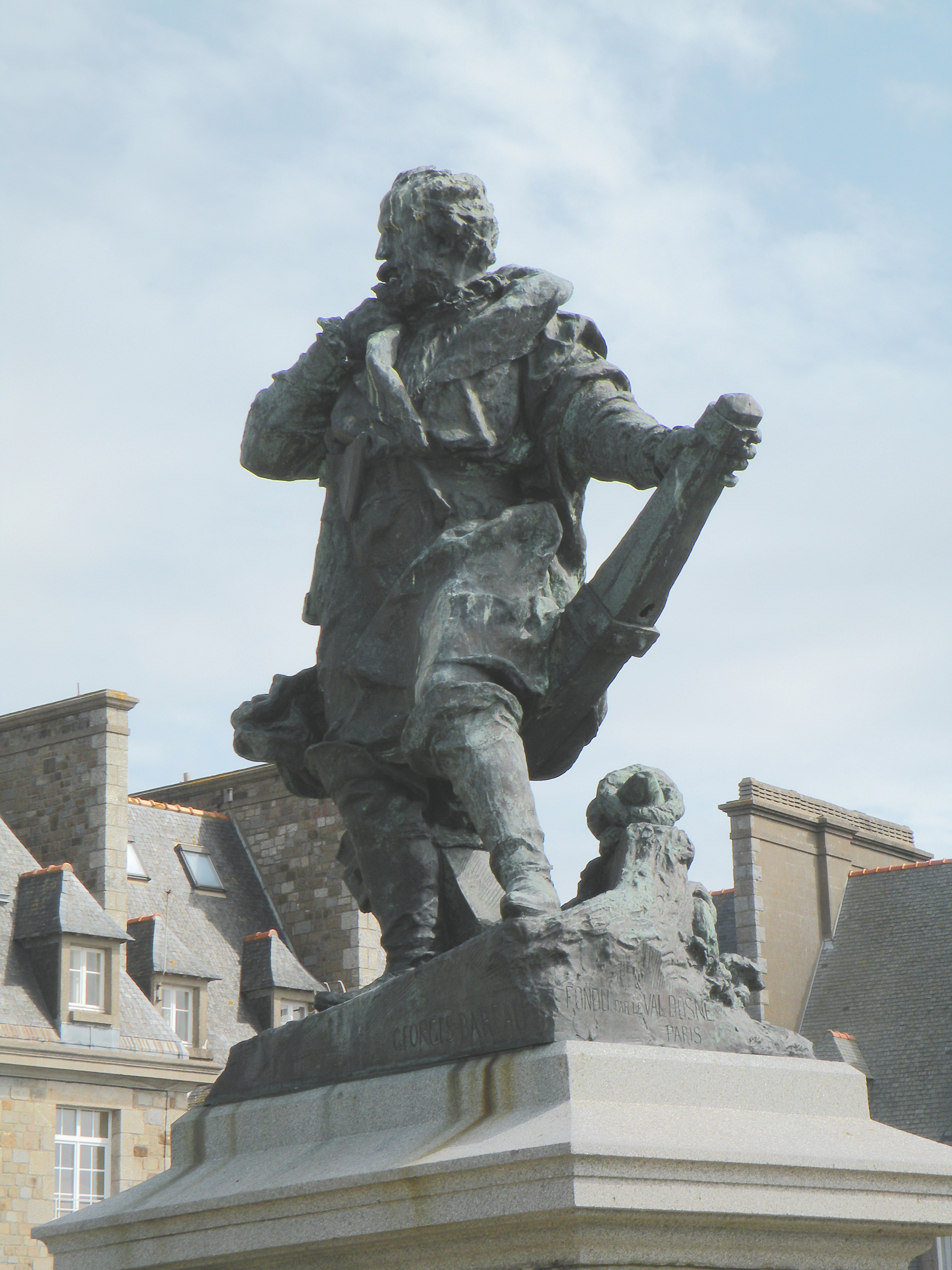
Памятник открывателю Канады Жаку Картье
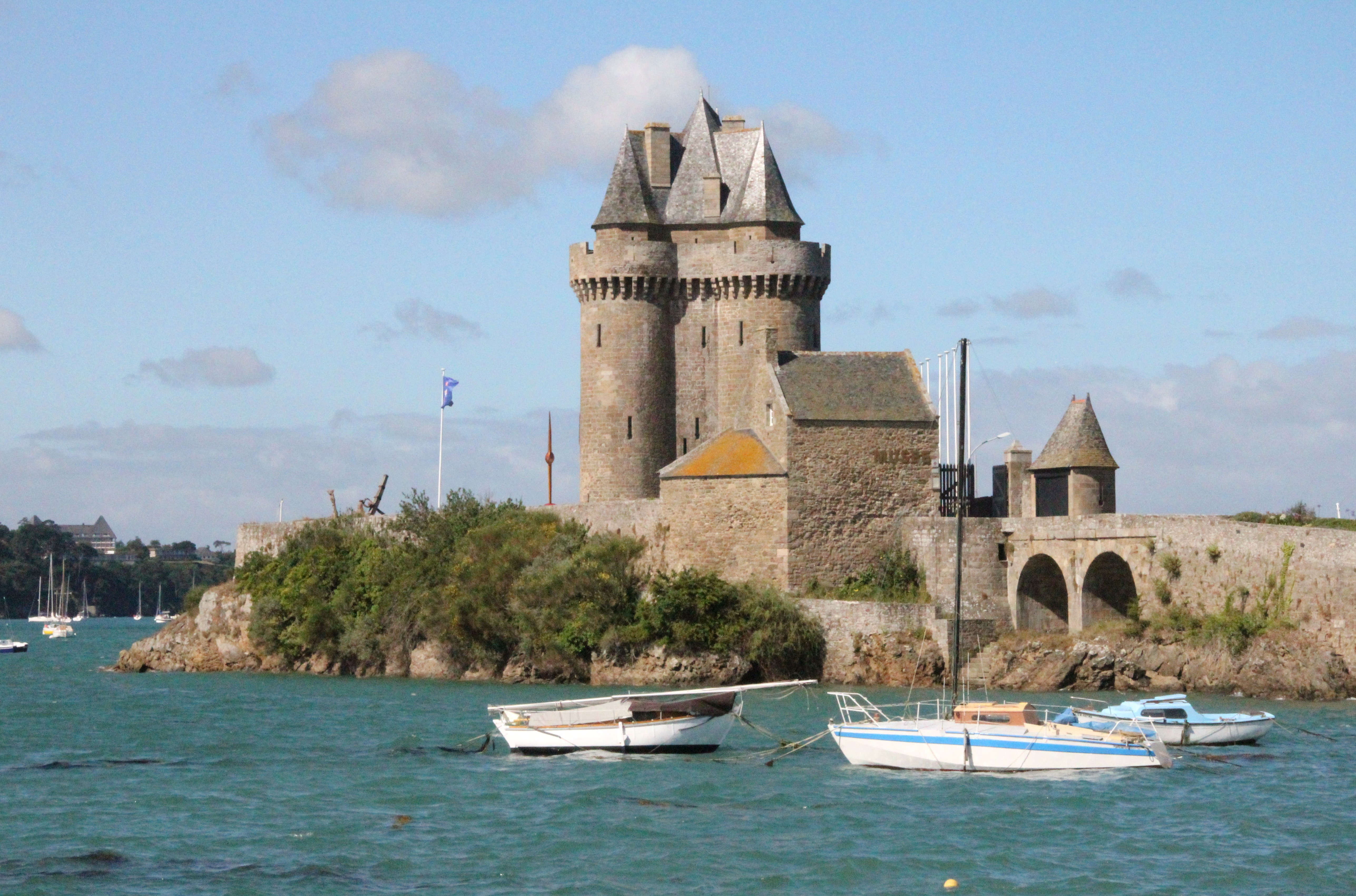
Башня Солидор
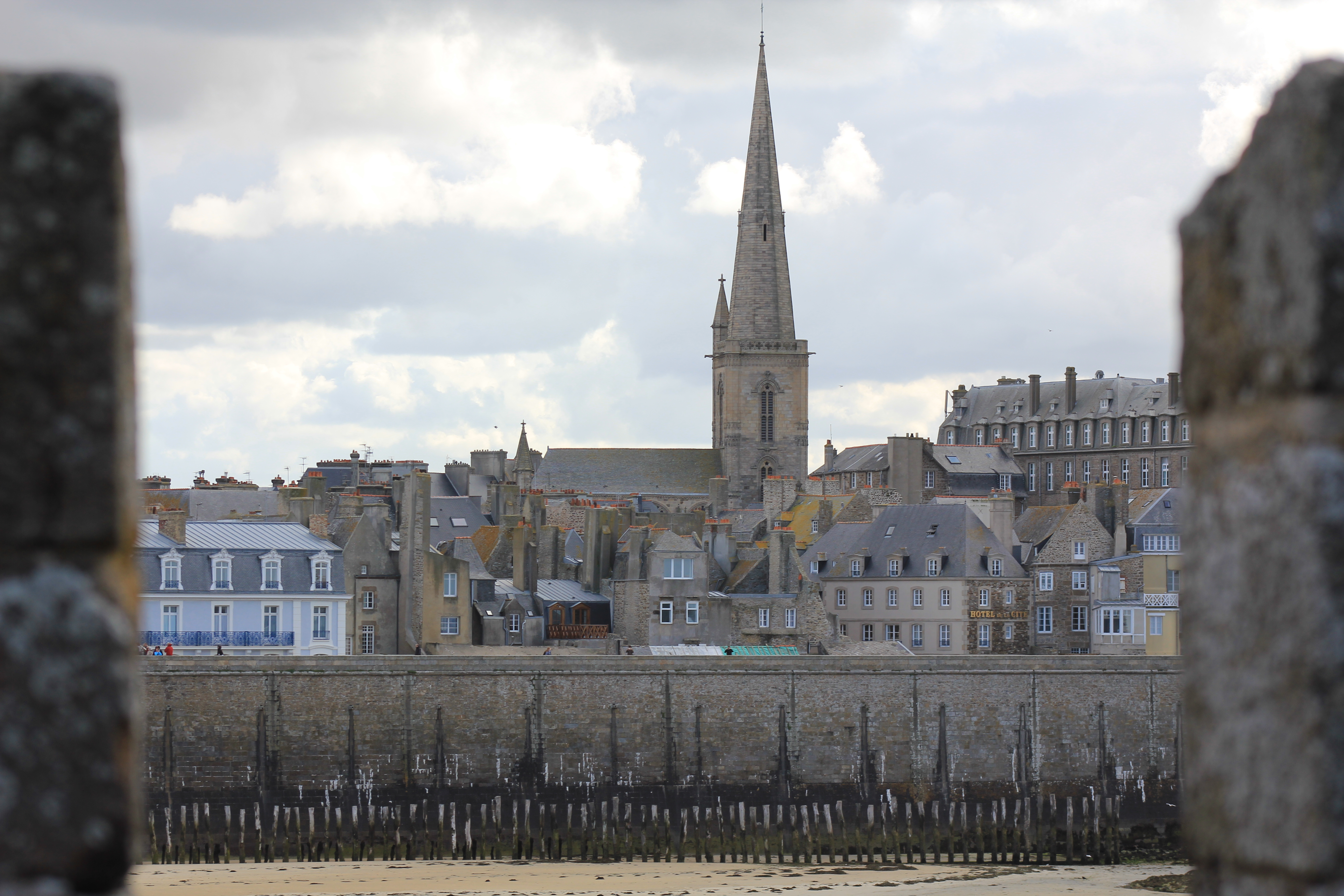
Вид на Сен-Мало из форта "Насьональ"
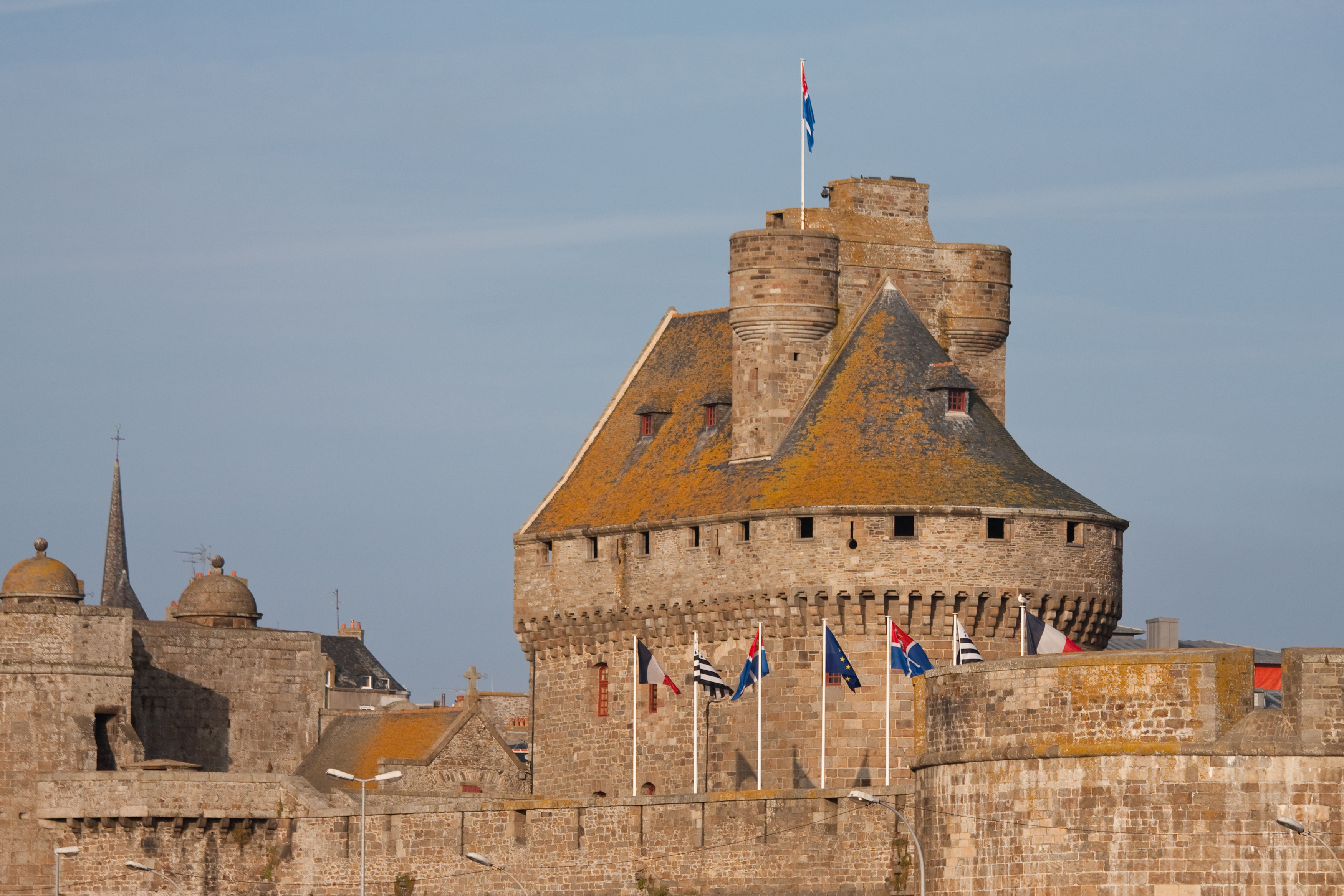
Замок Сен-Мало
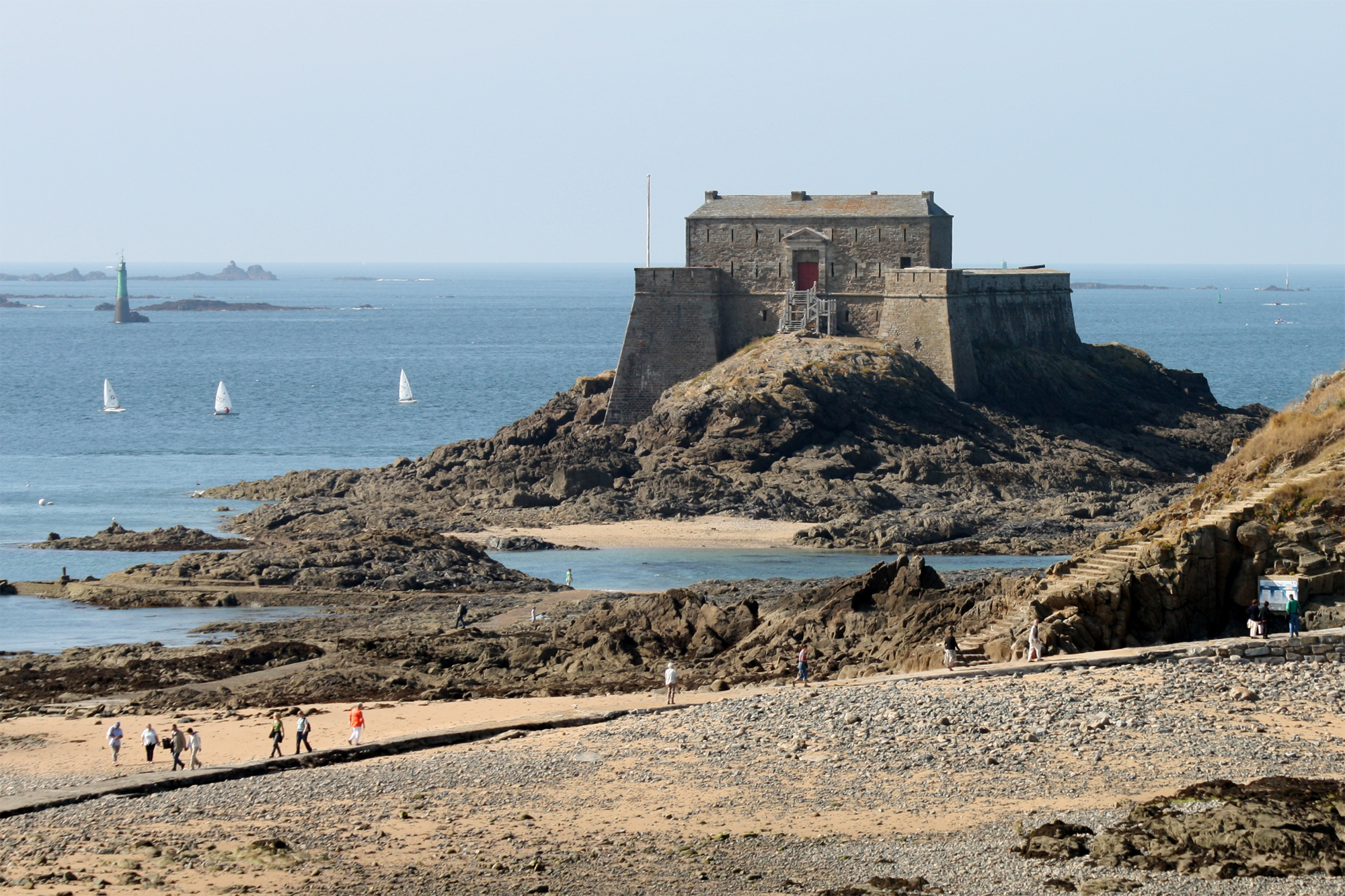
Форт на острове Пти-Бе. Неподалёку — на острове Гран-Бе — похоронен Шатобриан
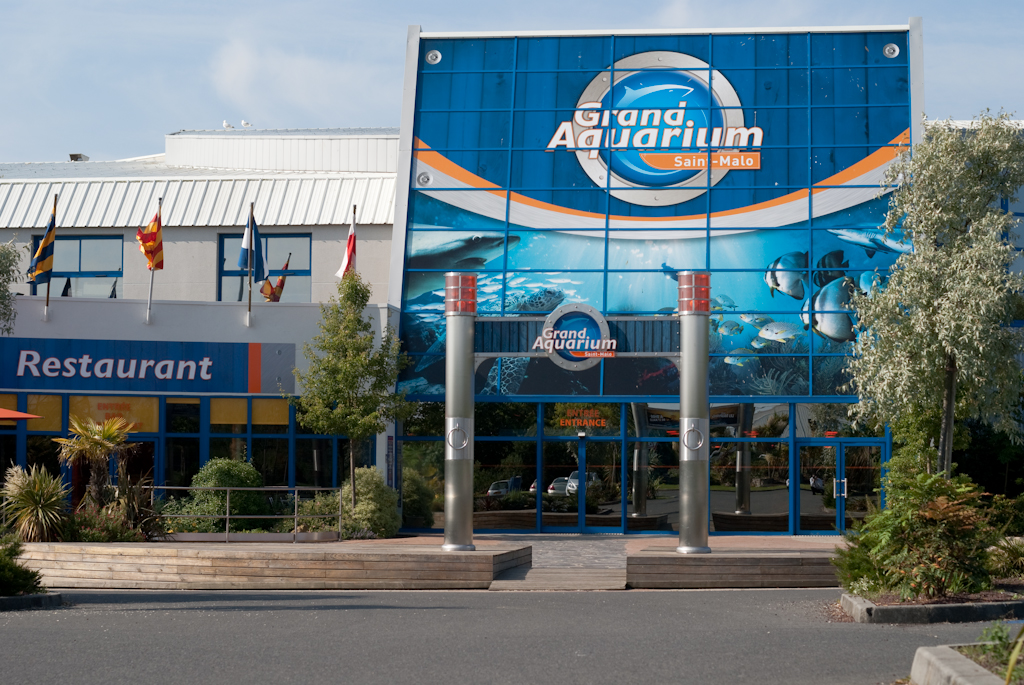
Большой аквариум Сен-Мало
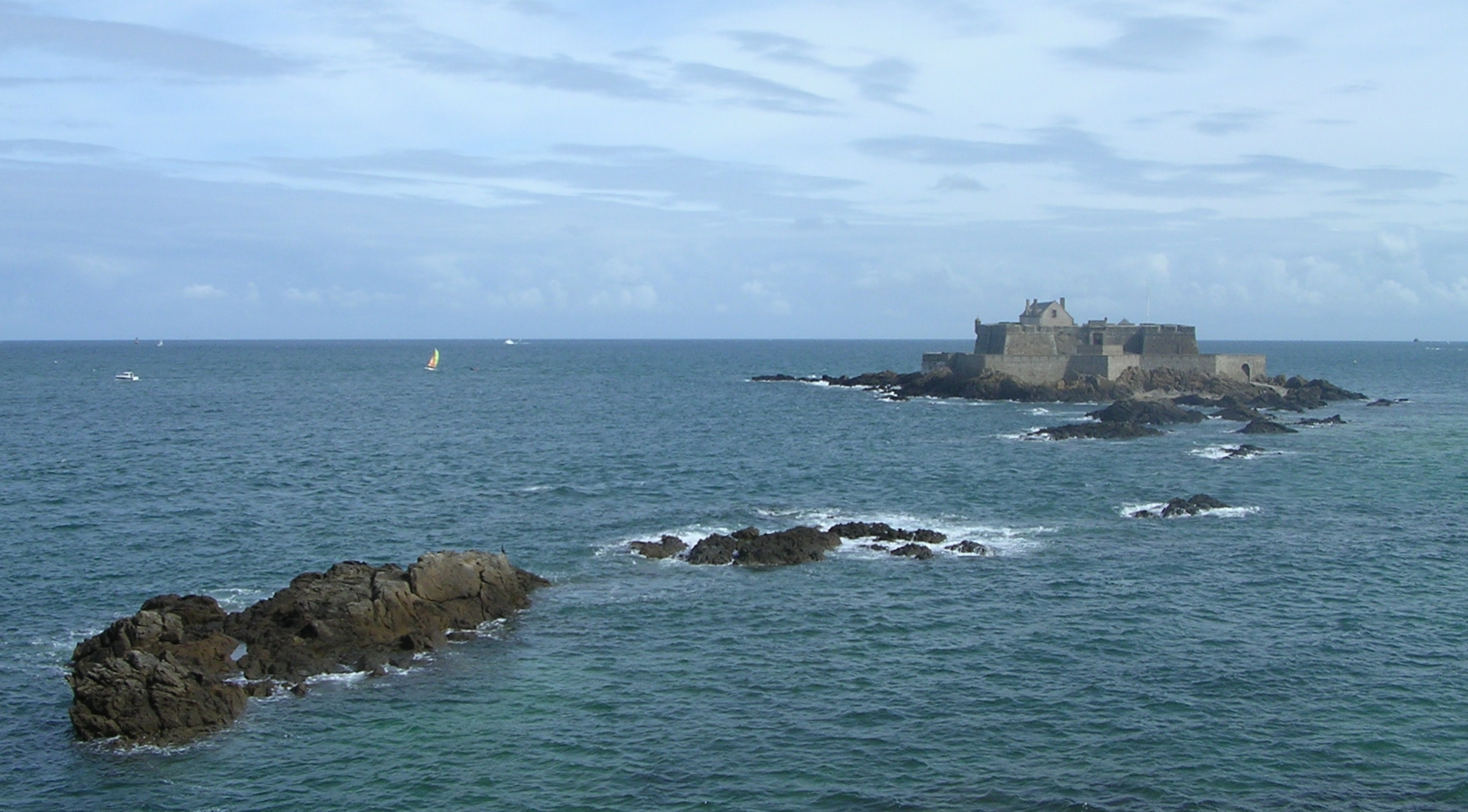
Форт "Насьональ"

## Экономика
В Сен-Мало расположены порт, штаб-квартира Торгово-промышленной палаты Сен-Мало-Фужер. На территории города находится технопарк Atalante Saint-Malo, в котором размещаются многочисленные исследовательские, производственные и сервисные компании, в частности, Groupe Roullier.
Структура занятости населения, %:
- сельское хозяйство — 1,2;
- промышленность — 9,6;
- строительство — 5,3;
- торговля, транспорт и сфера услуг — 48,1;
- государственные и муниципальные службы — 35,8.

Уровень безработицы (2018) — 13,8 % (Франция в целом — 13,4 %, департамент Иль и Вилен — 10,4 %). 

Среднегодовой доход на 1 человека, евро (2018) — 21 930 (Франция в целом — 21 730, департамент Иль и Вилен — 22 230).

## Демография
Динамика численности населения, чел.

## Администрация
Пост мэра Сен-Мало с 2020 года занимает член партии Республиканцев Жиль Люртон (Gilles Lurton). На муниципальных выборах 2020 года возглавляемый им правый список победил во 2-м туре, получив 70,70 % голосов.
| Период | Период | Фамилия        | Партия                                  | Примечания |
| ------ | ------ | -------------- | --------------------------------------- | --- |
| 1977   | 1983   | Луи Шопье      | Социалистическая партия                 | Фермер, член Генерального совета департамента, депутат Европейского парламента                                                                    |
| 1983   | 1989   | Марсель Планше | Разные правые                           | Подрядчик, член Генерального совета департамента                                                                                                  |
| 1989   | 2014   | Рене Куано     | Союз за народное движение Разные правые | Инспектор Генеральной инспекции по образованию, спорту и исследованиям, член Регионального совета Бретани, депутат Национального собрания Франции |
| 2014   | 2020   | Клод Рену      | Разные правые                           | Инженер компании EDF |
| 2020   |        | Жиль Люртон    | Республиканцы                           | Член Генерального совета департамента, депутат Национального собрания Франции                                                                     |

## Города-побратимы
- Каус, Великобритания
- Гаспе, Канада
- Сен-Мало, Канада
- Порт-Луи, Маврикий
- Гнезно, Польша

## Сен-Мало в литературе
- В романе Жюля Верна «Удивительные приключения дядюшки Антифера» родным городом главного героя является Сен-Мало.
- В романе-бестселлере Энтони Дорра «Весь невидимый нам свет» (2014), где сюжет завязан на событиях Второй мировой войны, главная героиня, француженка Мари-Лора, пытается найти спасение в стенах дедушкиного дома в Сен-Мало.
- В романе Бориса Акунина «Сокол и Ласточка» главная героиня Летиция фон Дорн отправляется из порта Сен-Мало, чтобы выкупить из берберского плена своего отца. А в его же произведении «Узница башни» Эраст Фандорин на острове Сен-Мало сотрудничает, ни много ни мало, с самим Шерлоком Холмсом. А ловят они Арсена Люпена.
- В романе «Театр» Сомерсета Моэма главная героиня Джулия Лэмберт проводит свой отпуск в Сен-Мало, гостя у своих матери и тётки.
- В серии романов Жюльетты Бенцони «Марианна», в частности в четвёртой книге «Рабыни дьявола» (другое название — «Ты, Марианна») тоже упоминаются Сен-Мало и известный мореплаватель Сюркуф, именуемый «королём корсаров», и Марианна просит у него корабль, стремясь помочь своему возлюбленному Язону Бофору бежать с каторги.
- В романе Герхарда Грюммера «Скитания» упоминается Сен-Мало как место службы одного из героев книги. Описана жизнь города и порта в военное время.

## Знаменитые люди
См. Категория:Персоналии:Сен-Мало
Из Сен-Мало родом многие известные мореплаватели: Жак Картье (покоится в городском соборе), исследователь Огненной Земли и Фолклендов Жак-Гуэн Бошен, Бертран Франсуа Маэ де Лабурдонне, Марк-Жозеф Марион-Дюфрен, Робер Сюркуф.
Бугенвиль назвал в честь мальвинцев (то есть моряков из Сен-Мало) Мальвинские острова в Атлантическом океане. Известный французский полярный исследователь, океанограф Жан-Батист Шарко обе свои антарктические экспедиции совершил на судах, построенных по его заказу на верфях Сен-Мало: в первой из них (1903 г.) это была трёхмачтовая шхуна «Француз» (фр. Français) с обшитым бронзой форштевнем, во второй (1908 г.) — трёхмачтовый барк «Пуркуа Па?» (фр. Pourquoi Pas? — «Почему бы <и> нет?»).
В Сен-Мало родились выдающийся философ-материалист Жюльен Офре де Ламетри и математик, естествоиспытатель, механик, астроном, физик и геодезист Пьер Луи де Мопертюи.
Сен-Мало известен также как родина и место захоронения (на приливном острове Гран-Бе, в нескольких сотнях метров от берега) писателя Франсуа Рене де Шатобриана. В Сен-Мало покоится прах уроженца Парижа архитектора и фортификатора Жана-Симеона Гаранжо.
В Сен-Мало живёт и работает русский писатель Борис Акунин.